# Quamtana kabale
Quamtana kabale is een spinnensoort uit de familie trilspinnen (Pholcidae). De soort komt voor in Oeganda.